# 博莱斯瓦夫·贝鲁特
博莱斯瓦夫·贝鲁特（波蘭語：Bolesław Bierut，[bɔˈlɛswaf ˈbjɛrut]  试听；1892年4月18日—1956年3月12日），波兰共产主义革命家、政治家，波兰工人党创始人之一，曾任波兰统一工人党中央第一书记、波兰人民共和国总统（第一任）、波兰国务委员会主席、部长会议主席。

## 生平
贝鲁特出生于生于卢布林市，年轻时当过排字工人和小职员。20岁，加入波兰社会党—左翼。1918年12月，波兰社会党—左翼与波兰王国和立陶宛社会民主党并成波兰共产主义工人党（1925年后称波兰共产党），他成为共产主义革命者。
1926年，波兰发生克拉科夫起义；5月，约瑟夫·毕苏斯基发动政变，建立独裁政府，波兰共产党被取缔解散。1927年，贝鲁特去苏联，并参加共产国际的工作。
1942年1月，贝鲁特参与重建波兰工人党，并得到苏联最高领导人约瑟夫·斯大林的信任。1943年12月，当选为全国人民代表会议主席，1944年9月11日，贝鲁特兼任國家元首。
1947年1月19日，波兰举行战后第一次议会选举。2月5日，贝鲁特正式当选为共和国总统。1948年12月，波兰工人党和波兰社会党合并为波兰统一工人党，贝鲁特任主席。
1952年，波兰制定了《波兰人民共和国宪法》，取消了总统一职，国家元首改为国务委员会主席，由波兰统一工人党中央政治局委员亚历山大·萨瓦茨基接任，贝鲁特改任部长会议主席。1954年，波兰统一工人党主席改称第一书记。
1956年2月贝鲁特率领波兰统一工人党代表团出席苏联共产党二十大，会后在读完赫鲁晓夫批判斯大林的秘密报告后因突发心肌梗塞，于3月12日午夜23时35分在莫斯科去世，得年64岁。